# Fisseflokken
Fisseflokken (Fittstim på svensk) er en svensk feministisk antologi, der udkom i 1999. Bogen tager udgangspunkt i hverdagsfeminismen, hvor at en masse forskellige svenske kvinder fortæller deres historie, om hvordan de har følt sig overset, undertrykt og diskrimineret på grund af den sexisme, som eksisterer i Sverige.